# Pacific Comics
Pacific Comics war ein US-amerikanischer Comicverlag in den frühen 1980ern. Pacific war der erste Verlag, der seinen Künstlern Tantiemen zahlte und ihnen erlaubte, die Rechte für ihre Kreationen zu behalten. Bis dahin war es üblich gewesen, dass alles, was von Zeichnern und Autoren geschaffen wurde, dem Verlag gehörte, der die Comics herausbrachte. Pacific war auch einer der ersten Verlage, der seine Comics exklusiv über den Direct Market (also spezialisierte Comicshops) vertrieb.
Pacific Comics wurde 1981 von Steve und Bill Schanes in San Diego gegründet. Unter den ersten Titeln, die Pacific verlegte, waren Jack Kirbys Captain Victory und Silver Star. Ende 1982 gingen Mark Evanier und Sergio Aragonés mit ihrer Serie Groo the Wanderer zu Pacific, doch nach nur sechs Heften verließen sie den Verlag wieder. Auch Mike Grells Starslayer war nur kurze Zeit bei Pacific, ehe First Comics die Serie übernahm. Schon damals war offensichtlich, dass Pacific in ernsten Schwierigkeiten steckte.
1984 verlegte Pacific Comics rund 25 Titel und war damit der größte Independent-Verlag seiner Zeit. Doch Pacific sollte das Jahr nicht überleben und ging noch 1984 bankrott. Steve Schanes gründete nach dem Niedergang von Pacific Blackthorne Publishing, wo auch einige frühere Pacific Serien eine Heimat fanden.